# Jason Whittaker
Jason Whittaker (* 31. Januar 1972) ist ein ehemaliger englischer Snookerspieler, der zwischen 1990 und 1997 für sieben Saisons Profispieler war. In dieser Zeit erreichte er das Halbfinale des International One Frame Shoot-out 1990, das Achtelfinale des Dubai Classic 1990 und Rang 69 der Snookerweltrangliste.

## Karriere
Es ist unklar, ob Whittaker mit demjenigen Jason Whittaker identisch ist, der 1980 an den Canadian Open teilnahm. Jedenfalls erreichte Whittaker 1988 das Halbfinale der britischen U16-Meisterschaft, ehe er bei den Pontins Spring Open 1990 in der Runde der letzten 32 gegen Tony Drago ausschied. Zuvor hatte er im Jahr 1989 an der WPBSA Pro Ticket Series teilgenommen und später erfolgreich die Professional Play-offs 1990 durchlaufen, weshalb er zur Saison 1990/91 Profispieler wurde. Whittakers erste Profisaison verlief überaus erfolgreich, denn er erreichte das Halbfinale des International One Frame Shoot-out, das Achtelfinale des Dubai Classic und sowohl beim World Masters als auch bei den European Open die Runde der letzten 64. Auch wenn nur die Hälfte der genannten Turniere Einfluss auf die Weltrangliste hatte, platzierte sich Whittaker auf Rang 69, der besten Platzierung seiner Karriere.
Da Whittaker in der folgenden Saison immerhin zwei weitere Male eine Runde der letzten 64 hatte, sonst aber häufig früh ausschied, verschlechterte er sich auf Rang 82. Danach verlor Whittaker jedoch einen Großteil seiner Spiele, lediglich bei der Benson and Hedges Championship 1992 und beim Dubai Classic 1993 konnte er kleine Erfolge erzielen. Mitte 1996 zog er sich vom Profisnooker zurück. Abgestürzt auf Platz 296, verlor Whittaker Mitte 1997 die Spielberechtigung auf der Profitour. Heutzutage spielt er im Westen Englands auf Amateurebene Snooker.

## Erfolge
| Ausgang         | Jahr | Turnier                | Finalgegner    | Ergebnis |
| --------------- | ---- | ---------------------- | -------------- | -------- |
| Amateurturniere |      |                        |                |          |
| Sieger          | 1990 | Professional Play-offs | Dessie Sheehan | 10:2     |